# Guidage visuel de l’action
Le guidage visuel de l'action est un processus perceptivomoteur par lequel un agent — humain, animal ou artificiel — ajuste ses mouvements en fonction des informations visuelles perçues dans son environnement. Il s'agit d'un champ d'étude en psychologie écologique, en neurosciences cognitives, en biomécanique et en robotique. Le guidage visuel permet à un agent de se déplacer, d'atteindre une cible, d'éviter des obstacles ou de manipuler un objet en exploitant en temps réel les indices visuels disponibles.

## Fondements théoriques
Le guidage visuel de l'action s'inscrit dans le cadre de l'approche écologique de la perception, proposée par James Gibson (1979). Cette approche soutient que la perception n'est pas une construction mentale fondée sur des représentations internes, mais une détection directe d'informations dans l'environnement. Ces informations, appelées invites ou affordances, correspondent aux possibilités d'action offertes à un agent par les structures du monde environnant.
Le comportement moteur est ainsi considéré comme le résultat d’un couplage fonctionnel entre perception et action. Ce couplage est dynamique, adaptatif et guidé par les propriétés invariantes du flux optique, c’est-à-dire par les régularités dans le mouvement relatif des textures visuelles sur la rétine lors du déplacement de l’agent.

## Mécanismes perceptifs
Le guidage visuel repose sur plusieurs types d’informations visuelles :
- le flux optique, qui renseigne sur la direction et la vitesse du déplacement relatif entre l’observateur et son environnement ;
- le paramètre tau ({\displaystyle \tau }), qui indique le temps restant avant un contact (par exemple, avec un obstacle ou une cible) à partir de l’expansion visuelle d’un objet ;
- les indices de profondeur, de parallaxe, de texture et de gradient lumineux, qui permettent d’estimer les distances et les formes.

Ces variables sont souvent utilisées sans calcul conscient par l’agent, autrement dit sans qu’il élabore mentalement un raisonnement explicite ou une estimation quantitative. Par exemple, une mouche évite un obstacle en vol sans « mesurer » la distance ou le temps d’impact : le guidage s’effectue de manière implicite à partir du seul flux optique perçu. Il en va de même pour un robot autonome simple qui ajuste sa trajectoire en réponse directe aux variations du flux visuel, sans établir de modèle géométrique de l’environnement. Cette absence de calcul conscient s’oppose à une planification délibérée ou à une inférence cognitive explicite, comme le ferait un humain en résolvant un problème mathématique.
Ces variables permettent néanmoins d'assurer l’ajustement temporel et directionnel des actions.

## Mécanismes moteurs
Du point de vue moteur, le guidage visuel implique :
- une planification initiale fondée sur des objectifs ou des intentions (par exemple : atteindre un objet, changer de direction) ;
- une régulation en ligne, continue, en fonction des changements perçus pendant l’exécution de l’action.

Cette régulation suppose que l’agent ajuste en temps réel sa vitesse, son orientation, sa posture ou la force de ses gestes en réponse aux variations du flux visuel. C’est dans ce contexte que s’inscrivent les modèles dits de lois de régulation.

## Lois de régulation de l’action sous guidage visuel
Les lois de régulation appliquées au guidage visuel de l’action (laws of control for the visual guidance of action) sont des modèles mathématiques qui décrivent le couplage entre les informations perçues (ce que l'agent sent ou voit) et les actions motrices (ce qu'il fait). Elles ont été formalisées notamment par William Warren (1988).
Ces lois prennent généralement la forme {\displaystyle Force=g(flux)} dans laquelle :
- {\displaystyle Force} est la variable motrice (par exemple, l’accélération ou la direction du mouvement) ;
- {\displaystyle flux} est la variable perceptive (par exemple, un taux d’expansion visuelle).

Le modèle exprime la manière dont l’agent ajuste ses actions en fonction des informations visuelles reçues, dans un cadre de régulation continue.
De plus, comme l’action modifie l’environnement (et donc les flux visuels), il existe une relation circulaire {\displaystyle flux=f(Force)}.

### Exemples
- Lorsqu’un humain marche sur un sol irrégulier, ses pieds perçoivent les irrégularités du sol ({\displaystyle flux}), ce qui l'amène à ajuster la force de ses pas ({\displaystyle Force}) pour garder l'équilibre. En même temps, ses pas modifient légèrement le sol, ce qui influence ses perceptions à venir.
- En robotique, un robot mobile muni de capteurs visuels perçoit des obstacles sur son chemin ({\displaystyle flux}). Il ajuste sa trajectoire et sa vitesse ({\displaystyle Force}) pour les éviter. Ces ajustements modifient la position des obstacles perçus, ce qui influence ses décisions à venir.

## Applications
Le guidage visuel de l’action est étudié dans de nombreux domaines :
- en neurosciences, pour comprendre les circuits cérébraux impliqués dans la locomotion, la coordination œil-main ou la navigation visuelle ;
- en robotique autonome, pour concevoir des algorithmes de navigation visuelle robustes et réactifs ;
- en ergonomie, pour l’analyse des interactions homme-machine ou la conception d’environnements immersifs ;
- en rééducation motrice, pour guider les exercices d’ajustement postural ou de coordination gestuelle.

## Historique et débats
Le concept de guidage visuel de l'action émerge dans les années 1970-1980 dans le sillage de l’approche écologique développée par James Gibson. Son élève direct, William Warren, joue un rôle déterminant dans la formalisation mathématique des lois de régulation. Ces travaux marquent une rupture avec les approches cognitivistes dominantes, qui insistaient sur la planification centrale et la représentation interne du monde.
En France, les travaux sur le guidage visuel ont d’abord été intégrés dans le champ de la psychomotricité et de l’ergonomie, notamment à travers les recherches menées au CNRS, à l’INRETS (Institut national de recherche sur les transports et leur sécurité) et à l’ENSAM (École nationale supérieure d’arts et métiers). Ces recherches ont porté en particulier sur les activités de conduite automobile, de pilotage et de coordination visuomotrice dans des environnements dynamiques. Des chercheurs comme Alain Berthoz (Collège de France) ont également contribué à une compréhension neurophysiologique du guidage, en reliant perception, mémoire sensorimotrice et stabilité posturale.
À l’international, le débat reste ouvert entre les partisans d’un guidage direct (Gibson, Warren), où la perception visuelle contient toute l'information nécessaire à l’action, et ceux qui défendent une médiation représentative (modèles internes, prédiction sensorielle), qui intègre la mémoire, l’apprentissage ou les attentes. Ce débat se reflète aussi dans les modèles robotiques : les robots réactifs (exploitant le flux visuel) s’opposent aux robots planificateurs (utilisant des cartes internes).

## Prolongements contemporains
Les recherches sur le guidage visuel de l’action s'étendent aujourd’hui à de nouveaux champs d’application et à des technologies émergentes :
- en réalité augmentée et réalité virtuelle, où le système visuel doit intégrer des signaux artificiels — par exemple, des éléments superposés dans un casque de réalité augmentée — au sein du flux perceptif naturel, ce qui pose des difficultés inédites en matière de latence, de cohérence spatiale et de surcharge sensorielle ;
- dans les interfaces cerveau-machine, où des signaux neuronaux sont utilisés pour guider des dispositifs robotiques ou virtuels, souvent sans retour visuel direct, mais avec des stratégies inspirées du guidage visuel ;
- en robotique bio-inspirée, où des microdrones ou des robots terrestres utilisent des caméras embarquées et des algorithmes de vision pour naviguer de manière autonome en environnement complexe ;
- en conduite assistée et véhicules autonomes, où le traitement en temps réel d'informations visuelles (lignes de route, panneaux, obstacles dynamiques) garantit sécurité et réactivité ;
- en sciences du sport, pour optimiser les stratégies d’anticipation perceptive et d’ajustement moteur dans des contextes dynamiques (sports collectifs, sports de raquette, etc.) ;
- en psychologie du développement, pour étudier l’émergence du couplage perception-action chez l’enfant, notamment lors de l’acquisition de la marche ou de la préhension.

Par ailleurs, les modèles de guidage visuel sont désormais intégrés à des cadres de simulation informatique plus larges. En psychologie cognitive et en neurosciences computationnelles, ils sont parfois associés à des modèles dits « hybrides », qui combinent des mécanismes de guidage direct avec des prédictions fondées sur des représentations internes. De même, les modèles d’apprentissage par renforcement visuel dans l’intelligence artificielle s’inspirent des lois de régulation perceptivomotrice pour entraîner des agents à ajuster leur comportement à partir de séquences sensorielles en boucle fermée.
Ces prolongements montrent que les principes du guidage visuel, initialement formulés dans un cadre biologique, conservent leur pertinence pour la compréhension et la conception de systèmes complexes, humains ou artificiels.